# 伊爾根覚羅氏
伊爾根覚羅氏（イルゲンギョロし、いじこんかくらし、満洲語：ᡳᡵᡤᡝᠨ
ᡤᡳᠣᡵᠣ
ᡥᠠᠯᠠ、メレンドルフ式転写: irgen gioro hala）は、満洲（現在の中国東北部）に存在した満洲族の豪族で、満洲八大姓の一つ。清朝滅亡後、多くが漢語に音訳した「趙」姓に取り替えた。

## 著名人
- 后妃
  - 太祖側妃：太祖ヌルハチ妃。子一、皇七子アバタイ (多羅饒餘郡王)。女二、和碩公主。
  - 太祖庶妃：ヌルハチ妃。女七、和碩公主。
  - 太宗庶妃：太宗ホンタイジ妃。子一、皇七子・常舒。
  - 循貴妃：高宗乾隆帝妃。
  - 容嬪：文宗咸豊帝妾。
  - 玶常在：咸豊帝妾。
- 貴族、大臣と武将
  - ガガイ（中国語版）（ᡬᠠᡬᠠᡳ g'ag'ai[5]、噶蓋）：満州文字（無圏点文字）の制定者
  - フィヤング（ᡶ᠋ᡳᠶᠠᠩᡤᡡ fiyanggū、費揚古）：内大臣、金と清の建国元勲
  - アルタシ（artasi、阿爾塔什）：ヌルハチの族姉の夫、額駙
  - アサン（中国語版）（asan、阿山）：アルタシの実子、世襲三等男爵
  - アダハイ（adahai、阿達海）：アルタシの実子、ホンタイジ十六大臣の一つ
  - アルジン（中国語版）（arjin、阿爾津）：崇徳と順治年間の武将、寧南靖寇大将軍、世襲三等子爵
  - イサンガ（中国語版）（isangga、伊桑阿）：順治年間の内閣大学士
  - フラタ（fulata、傅拉塔）：康熙年間の両江総督
  - フセンゲ（中国語版）（ᡶ᠋ᡠᠰᡝᠩᡤᡝ fusengge、福僧格）：怡親王胤祥の婿、和碩額駙
  - アルタイ（ᠠᠯᡨ᠋ᠠᡳ altai、阿爾泰）：乾隆年間の内閣大学士
  - カルギシャン（中国語版）（kargišan、喀爾吉善）：乾隆年間の閩浙総督、『八旗通志』の編集者の一つ
  - 隆文：道光年間の兵部尚書、軍機大臣
  - 耆齢：清末内閣学士
  - 金順（ギンシュウェン、ginšuwen）：光緒年間の武将、イリ将軍
  - 連順（リャンシュウェン、liyanšuwen）：光緒年間の武将、金順の弟、金州副都統、ウリヤスタイ将軍

その他